# Viennotaleyrodes incomptus
Viennotaleyrodes incomptus là một loài côn trùng cánh nửa trong họ Aleyrodidae, phân họ Aleyrodinae.
Viennotaleyrodes incomptus được Martin miêu tả khoa học đầu tiên năm 1999.